# Nizsai Dániel
Nizsai Dániel (született: Czupi Dániel; Nagykanizsa, 1988. október 26. –) magyar színész, bábművész. 

## Életpályája
A helyi Batthiányi Lajos Gimnáziumban érettségizett, ezután a Keleti István Művészeti Szakközépiskolában tanult tovább. 2008-2013 között a Színház- és Filmművészeti Egyetem bábszínész szakos hallgatója volt. Diplomaszerzése után vezetéknevét Nizsaira változtatta. 2013-2025 között a Kolibri Színház tagja.

## Filmes és televíziós szerepei
- Társas játék (2013)
- …a szomszéd tehene (2024)